# Maranthes
Genre
Synonymes
- Exitelia Blume[2]
- Grymania C.Presl[2]

Maranthes est un genre de plantes à fleurs de la famille des Chrysobalanaceae.

## Liste des espèces et sous-espèces
Selon Catalogue of Life (24 juillet 2017) :
- Maranthes aubrevillei (Pellegr.) Prance
- Maranthes chrysophylla (Oliv.) Prance
- Maranthes corymbosa Blume
- Maranthes floribunda (Baker) F.White
- Maranthes gabunensis (Engl.) Prance
- Maranthes glabra (Oliv.) Prance
- Maranthes goetzeniana (Engl.) Prance
- Maranthes kerstingii (Engl.) Prance
- Maranthes panamensis (Standl.) Prance & F.White
- Maranthes polyandra (Benth.) Prance
- Maranthes robusta (Oliv.) Prance
- Maranthes sanagensis F.White

Selon World Checklist of Selected Plant Families (WCSP) (24 juillet 2017) :
- Maranthes aubrevillei (Pellegr.) Prance ex F.White (1976)
- Maranthes chrysophylla (Oliv.) Prance ex F.White (1976)
  - Maranthes chrysophylla subsp. chrysophylla
  - Maranthes chrysophylla subsp. coriacea F.White (1976)
- Maranthes corymbosa Blume (1825)
- Maranthes floribunda (Baker) F.White (1976)
- Maranthes gabunensis (Engl.) Prance, Bol. Soc. Brot., sér. 2 (1966)
- Maranthes glabra (Oliv.) Prance, Bol. Soc. Brot., sér. 2 (1966)
- Maranthes goetzeniana (Engl.) Prance (1976)
- Maranthes kerstingii (Engl.) Prance ex F.White (1976)
- Maranthes panamensis (Standl.) Prance & F.White (1985)
- Maranthes polyandra (Benth.) Prance, Bol. Soc. Brot., sér. 2 (1966)
- Maranthes robusta (Oliv.) Prance ex F.White (1976)
- Maranthes sanagensis F.White, Adansonia, n.s. (1976)

Selon The Plant List (24 juillet 2017) :
- Maranthes aubrevillei (Pellegr.) Prance ex F.White
- Maranthes chrysophylla (Oliv.) Prance ex F.White
- Maranthes corymbosa Blume
- Maranthes floribunda (Baker) F.White
- Maranthes gabunensis (Engl.) Prance
- Maranthes glabra (Oliv.) Prance
- Maranthes goetzeniana (Engl.) Prance
- Maranthes kerstingii (Engl.) Prance ex F.White
- Maranthes panamensis (Standl.) Prance & F.White
- Maranthes polyandra (Benth.) Prance
- Maranthes robusta (Oliv.) Prance ex F.White
- Maranthes sanagensis F.White

Selon Tropicos (24 juillet 2017) (Attention liste brute contenant possiblement des synonymes) :
- Maranthes aubrevillei (Pellegr.) Prance
- Maranthes chrysophylla (Oliv.) Prance
- Maranthes corymbosa Blume
- Maranthes floribunda (Baker) F. White
- Maranthes gabunensis (Engl.) Prance
- Maranthes glabra (Oliv.) Prance
- Maranthes goetzeniana (Engl.) Prance
- Maranthes kerstingii (Engl.) Prance
- Maranthes multiflora Korth.
- Maranthes panamensis (Standl.) Prance & F. White
- Maranthes polyandra (Benth.) Prance
- Maranthes robusta (Oliv.) Prance
- Maranthes sanagensis F. White
- Maranthes speciosa Korth. ex Miq.